# Pedro Fossati

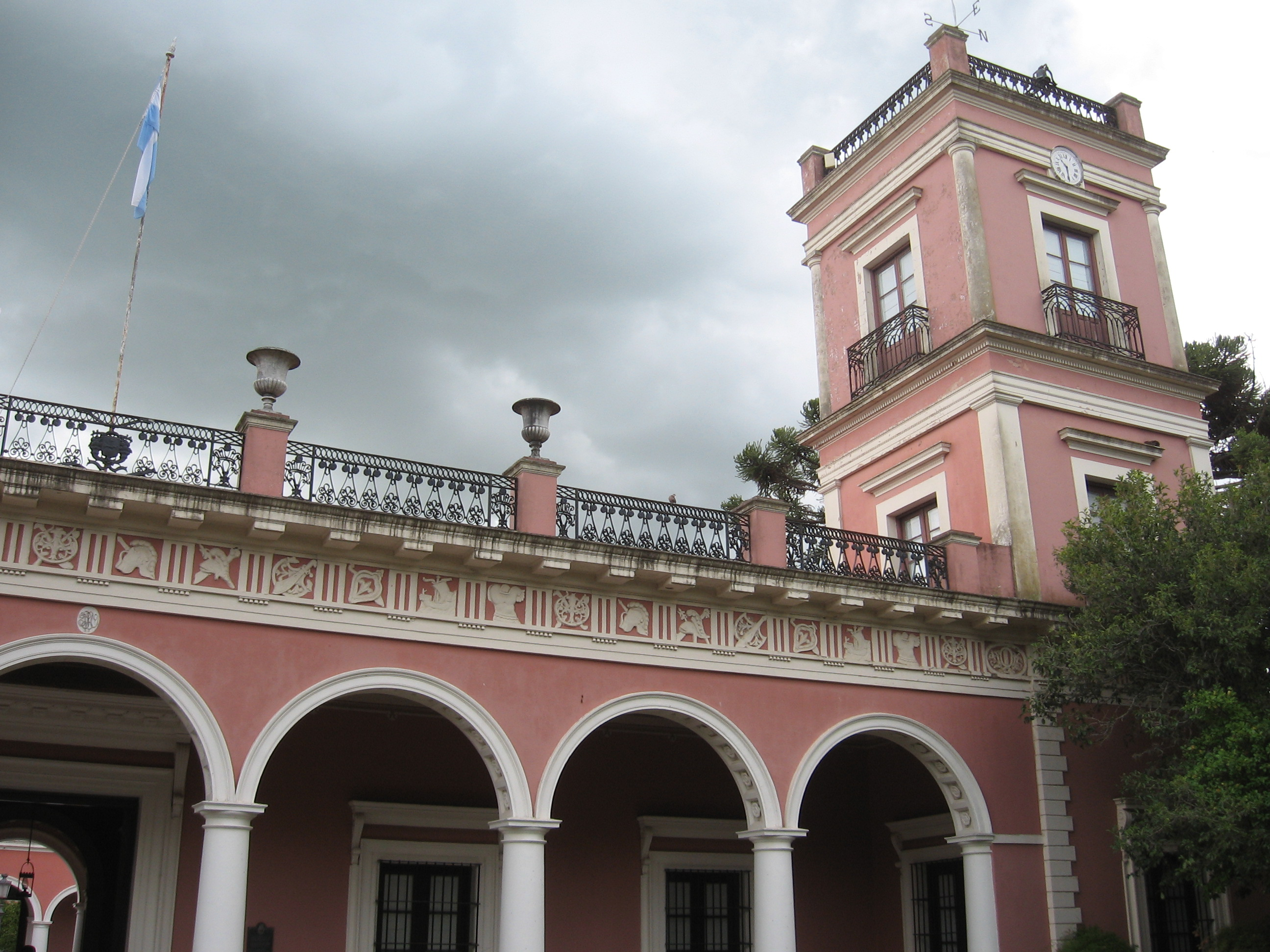
Palau San José

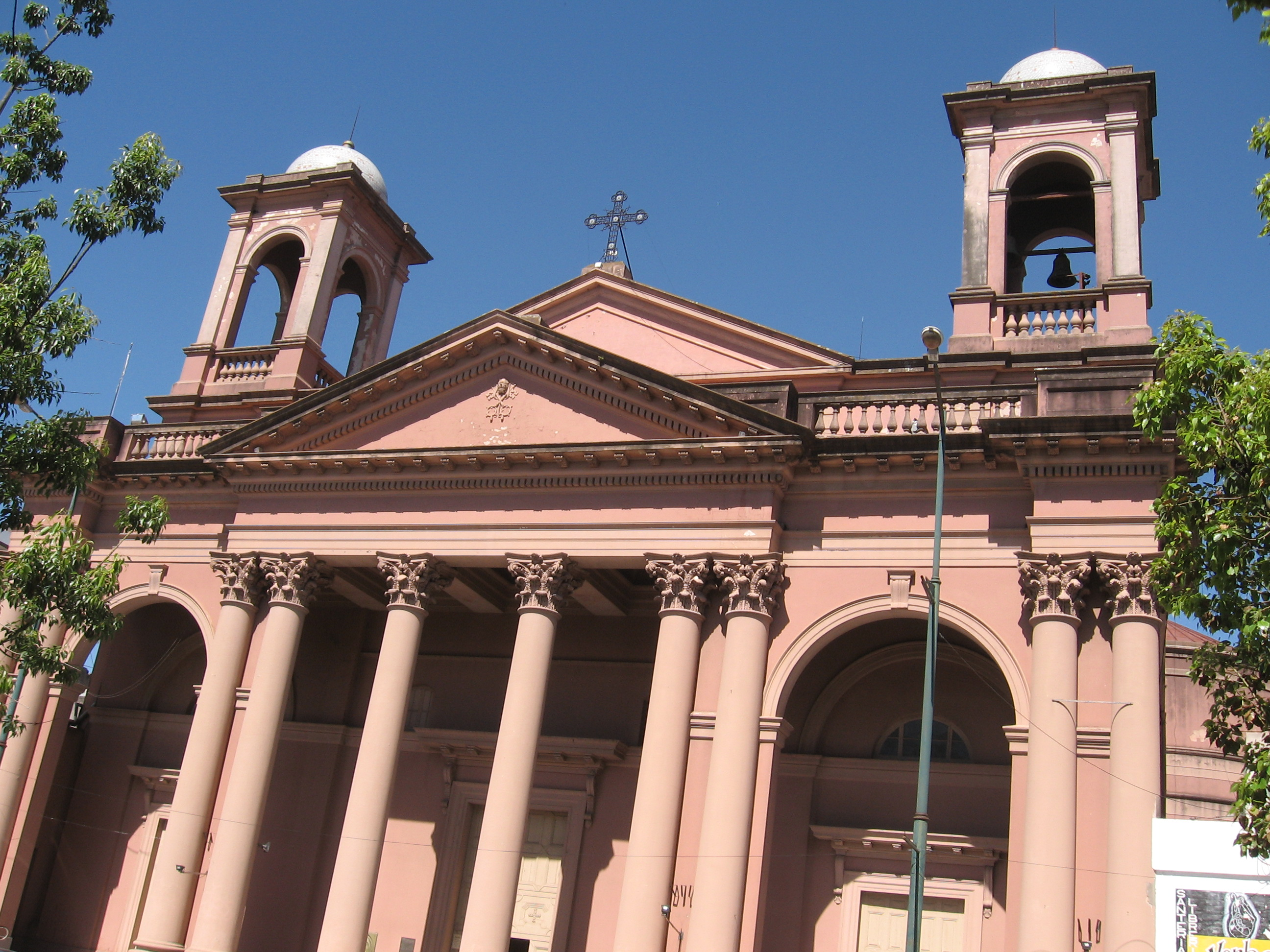
Basílica de la Immaculada Concepció

Pietro Fossati, més conegut com Pedro Fossati (Lombardía, 1827-?, 1893), va ser un enginyer i arquitecte, reconegut a l'Argentina com un dels representants de l'arquitectura italianitzant (una etapa característica del segle xix en la història de l'arquitectura clàssica).
La seva obra de major transcendència va ser el Palau San José, residència del governador Justo José de Urquiza, a la província d'Entre Ríos, entre 1848 i 1858. També per al governador Urquiza va projectar el Palau Santa Càndida. A la ciutat de Concepción del Uruguay va realitzar la Basílica de la Immaculada Concepció, inaugurada el 1859.
A Buenos Aires, Fossati va projectar el Palau Arquebisbal, també conegut com a Cúria Metropolitana, davant de la Plaza de Mayo i tocant la catedral. Aquest edifici va ser incendiat l'any 1955 per militants peronistes, com una de les accions tràgiques ocorregudes dins de l'enfrontament del Govern Nacional amb l'Església Catòlica.
Pedro Fossati va morir l'any 1893.